# Корт-стрит / Боро-холл (Нью-Йоркское метро)
Корт-стрит / Боро-холл (англ. Court Street — Borough Hall) — пересадочный узел Нью-Йоркского метро. Главные выходы идут к Корт-стрит, Джоралимон-стрит и Монтегью-стрит.

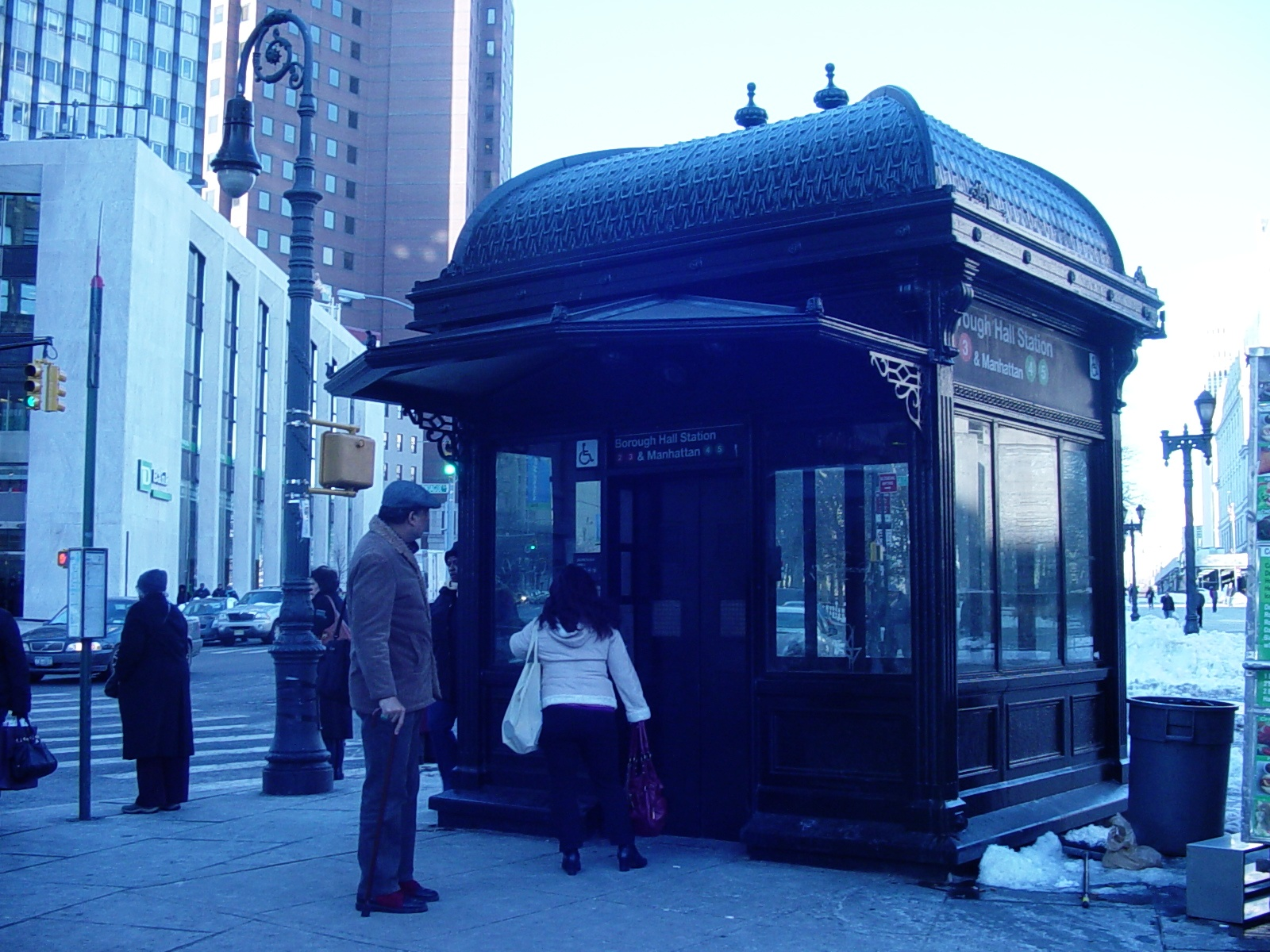
Лифт в пересадочный узел

В пересадочный узел входят станции следующих линий:
- линия Бродвея и Седьмой авеню, Ай-ар-ти,
- линия Истерн-Паркуэй, Ай-ар-ти,
- линия Четвёртой авеню, Би-эм-ти.

На станциях пересадочного узла останавливаются маршруты:
- 2, 4, R (круглосуточно),
- 3 (круглосуточно, кроме ночи),
- 5 (в будни днём),
- N (ночью),
- W (часть рейсов в часы пик в пиковом направлении).

## Платформы линии Бродвея и Седьмой авеню, Ай-ар-ти
| Верхний ярус |
| \| \| \| \|  |
|              |
|              |

|  |
|  |

| Нижний ярус |
| \| \| \| \| |
|             |
|             |

|  |
|  |

| Верхний ярус |
| \| \| \| \|  |
|              |
|              |

|  |
|  |

| Нижний ярус |
| \| \| \| \| |
|             |
|             |

|  |
|  |

«Боро-холл» (англ. Borough Hall) — станция Нью-Йоркского метрополитена, расположенная на линии Бродвея и Седьмой авеню, Ай-ар-ти.  На станции останавливаются маршруты 2 (круглосуточно) и 3 (круглосуточно, кроме ночи). Станция открылась 15 апреля 1919 года и состоит из двух боковых платформ. Платформы на разной глубине: платформа на Манхэттен расположена над обратной.
Станция названа в честь бруклинской ратуши, которая до объединения пяти районов города Нью-Йорк использовалось как здание мэрии тогдашнего города Бруклин.

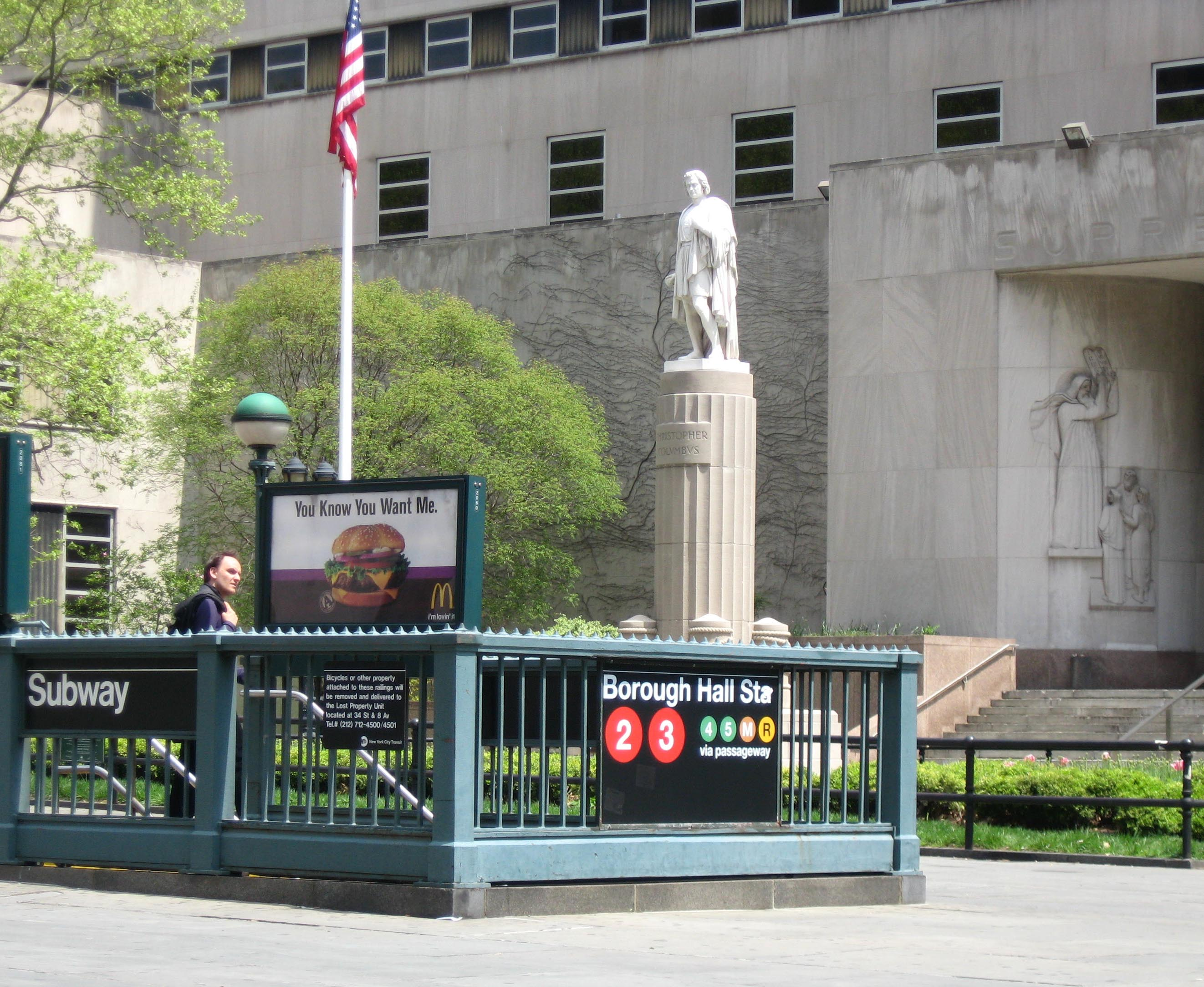
Вход в метро на территории Колабмус-парка
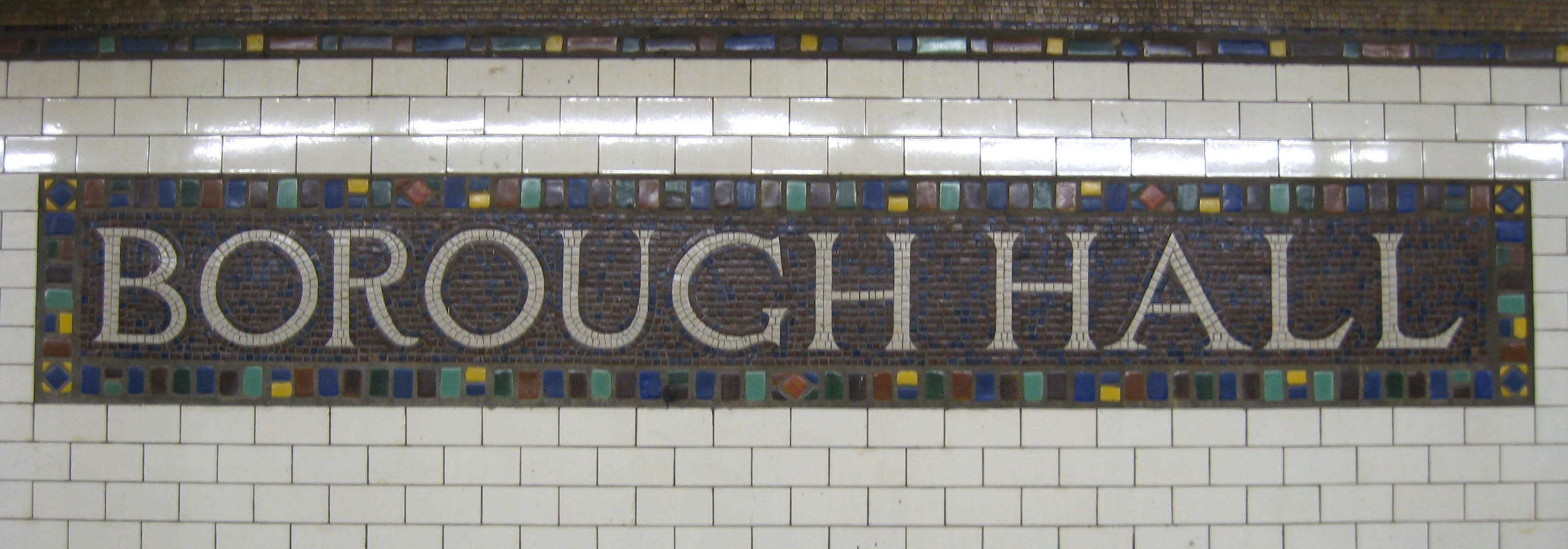
Именная мозаика

## Платформы линии Истерн-Паркуэй, Ай-ар-ти

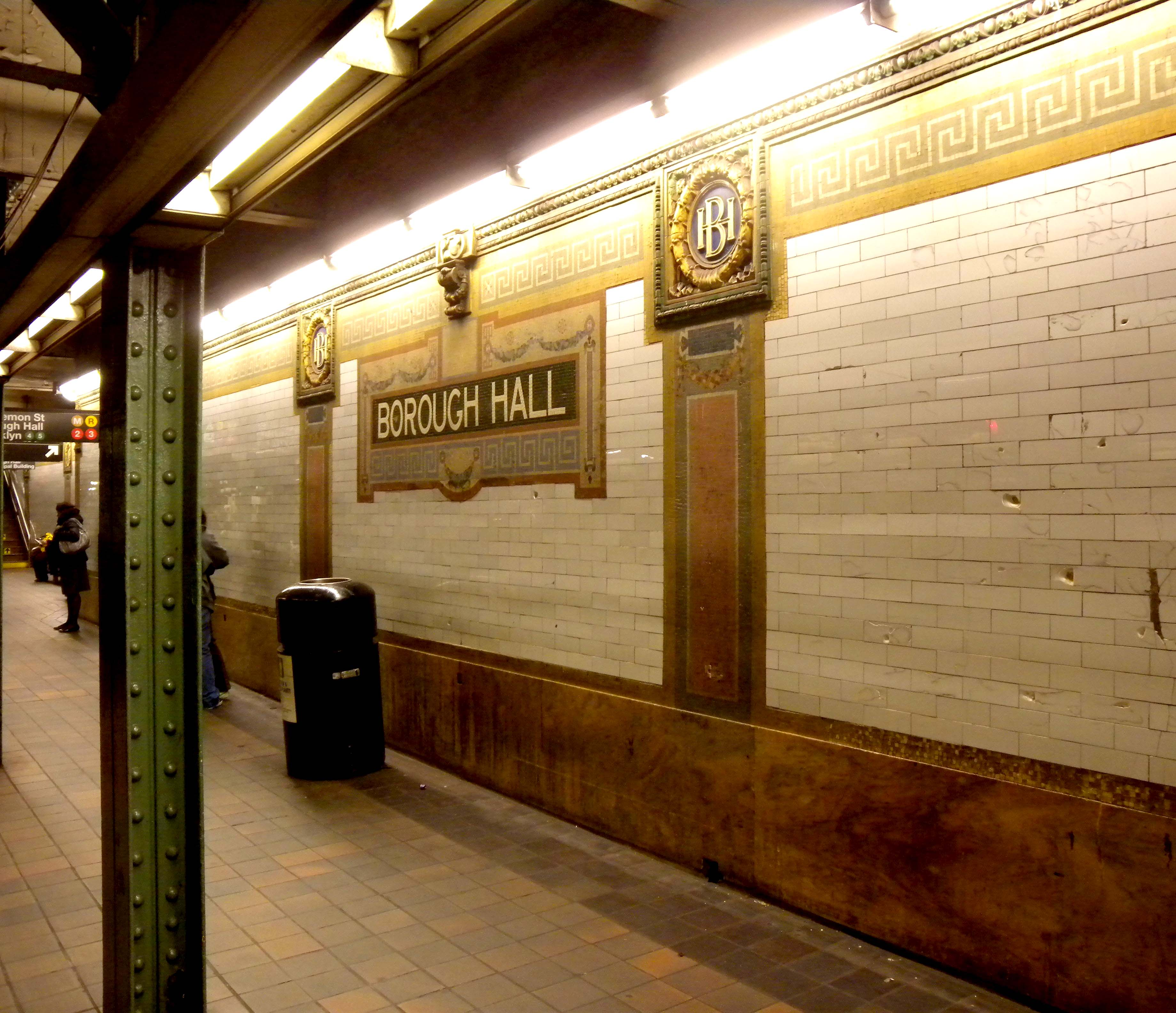
Именная мозаика

|   |   |   |   |
| · | · | · | · |

|   |   |   |   |
| · | · | · | · |

«Боро-холл» (англ. Borough Hall) — станция Нью-Йоркского метрополитена, расположенная на линии Истерн-Паркуэй, Ай-ар-ти.  На станции останавливаются маршруты 4 (круглосуточно) и 5 (в будни днём). Станция открылась 1 мая 1908 года и состоит из двух боковых платформ.

## Платформа линии Четвёртой авеню, Би-эм-ти
|   |   |   |   |
| · | · | · | · |

|   |   |   |   |
| · | · | · | · |

«Корт-стрит» (англ. Court Street) — станция Нью-Йоркского метрополитена, расположенная на линии Четвёртой авеню, Би-эм-ти.  На станции останавливаются маршруты: N (ночью), R (круглосуточно) и W (часть рейсов в часы пик в пиковом направлении). Станция открылась 11 марта 1920 года и состоит из одной островной платформы.
К западу от станции, после тоннеля Монтегью-стрит, линия раздваивается: основные пути продолжаются прямо как линия Бродвея (маршруты N, R и W), а кроме того от них ответвляются на север пути, ведущие к линии Нассо-стрит (регулярного движения нет).

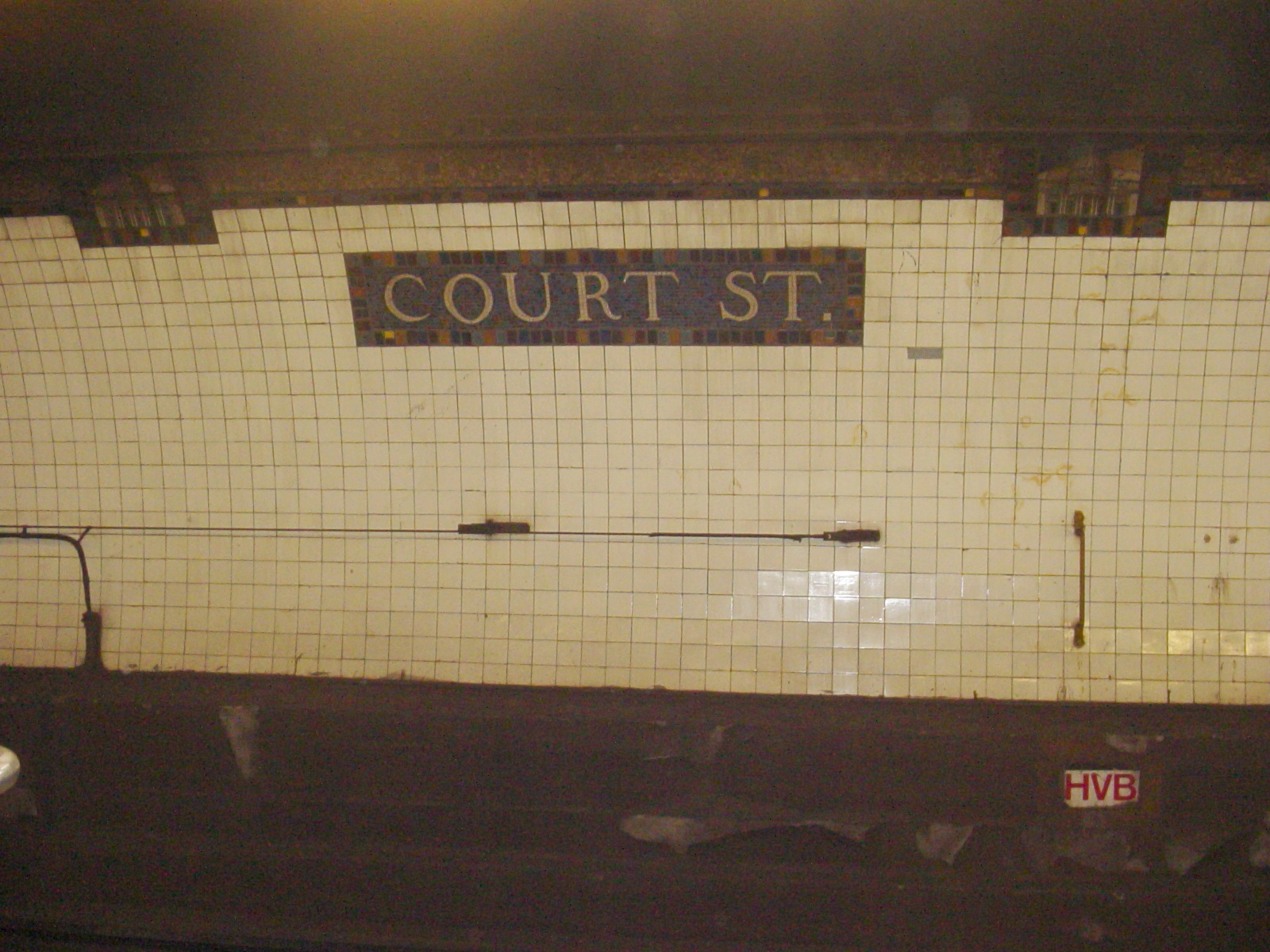
Именная мозаика
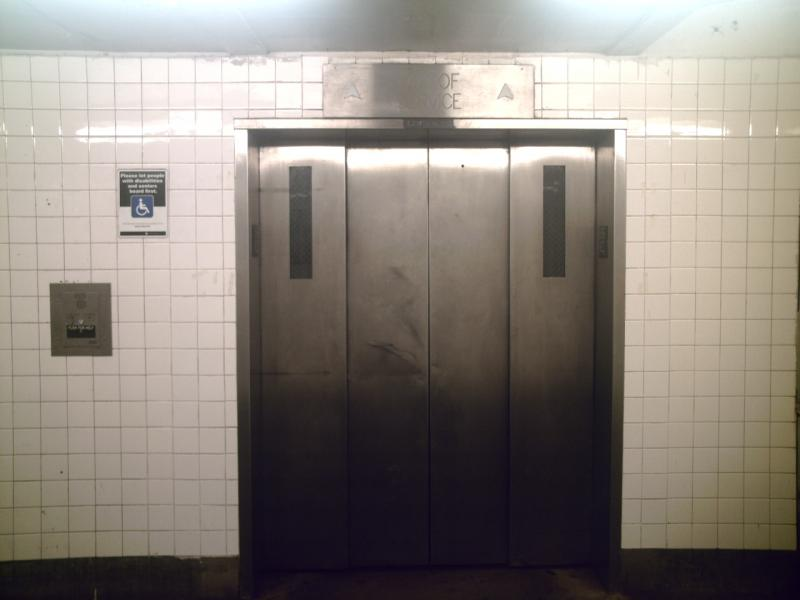
Лифт к Клинтон-стрит

## Соседние станции
| Условные обозначения |
| для дней и часов работы маршрутов (более точно указано во всплывающих подсказках при этих обозначениях): |
| --- |
| круглосуточно круглосуточно, кроме ночи круглосуточно, кроме будней днём (либо часов пик) в пиковом направлении в будни днём (и, возможно, вечером) в будни круглосуточно в часы пик в будни днём (либо в часы пик) в пиковом направлении в будни днём (либо в часы пик) в направлении, обратном пиковому в выходные ночью ночью и в выходные (и, возможно, вечером) нет движения поездов |

| Предыдущая станция                                                   | ЛинияНазвание станции                             | Следующая станция               |
| -------------------------------------------------------------------- | ------------------------------------------------- | ------------------------------- |
| Кларк-стрит · (2 3)                                                  | линия Бродвея и Седьмой авеню, Ай-ар-ти Боро-холл | Хойт-стрит · (2 3)              |
| Боулинг-Грин · (4 5)                                                 | линия Истерн-Паркуэй, Ай-ар-ти Боро-холл          | Невинс-стрит · (4 5)            |
| Уайтхолл-стрит — Саут-Ферри · (N R W) · Брод-стрит · (нет сообщения) | линия Четвёртой авеню, Би-эм-ти Корт-стрит        | Джей-стрит — Метротек · (N R W) |